# Adelans-et-le-Val-de-Bithaine
Adelans-et-le-Val-de-Bithaine – miejscowość i gmina we Francji, w regionie Burgundia-Franche-Comté, w departamencie Górna Saona.
Według danych na rok 1990 gminę zamieszkiwało 270 osób, a gęstość zaludnienia wynosiła 26 osób/km² (wśród 1786 gmin Franche-Comté Adelans-et-le-Val-de-Bithaine plasuje się na 479. miejscu pod względem liczby ludności, natomiast pod względem powierzchni na miejscu 414.).
| 1962 | 1968 | 1975 | 1982 | 1990 | 1999 | 2005 |
| ---- | ---- | ---- | ---- | ---- | ---- | ---- |
| 186  | 200  | 183  | 219  | 285  | 251  | 305  |